# إيلين ويلكس
إيلين ويلكس (بالإنجليزية: Eileen Wilks)‏ (3 نوفمبر 1952، موناهانز في الولايات المتحدة)؛ كاتِبة وروائية أمريكية.